# Медовніков Олександр Михайлович
Олександр Михайлович Медовніков (16 травня 1947) — український дипломат. Генеральний консул України в Кракові (2001-2005) та Гданську (2007-2010).

## Життєпис
Народився 16 травня 1947 р. у м. Львові. У 1971 році закінчив Львівський державний університет ім. І.Франка, філологічний факультет, слов'янське відділення, філолог-славіст, викладач української мови. Володіє чеською, словацькою та польською мовам.
У 1971—1973 рр. — старший лаборант.
У 1973—1976 рр. — асистент.
У 1976—1992 рр. — старший викладач кафедри слов'янської філології.
У 1977—1980 рр. та у 1986—1992 рр. — заступник декана філологічного факультету Львівського державного університету ім. І.Франка.
У 1992—1993 рр. — 2-й секретар Посольства України в Чехословацькій Федеративній Республіці.
У 1993—1997 рр. — 2-й секретар Посольства України в Чеській Республіці.
З 1998 р. — головний консультант, завідувач протокольного сектору протокольно-організаційного відділу Служби протоколу Президента України.
З 07.1998 р. — в. о. начальника.
З 10.1998 р. по 04.2001 р. — начальник управління державного протоколу МЗС України.
З 2001 р.  по 2005— Генеральний Консул України у Кракові.
З 2005 по 2007 начальник управління державного протоколу МЗС України.

## Дипломатичний ранг
- Надзвичайний і Повноважний Посланник України 1-го класу.